# Organización territorial de Zambia
Las subdivisiones de Zambia tiene dos niveles de gobierno. Desde 2011, Zambia se divide en diez provincias, que se subdividen a su vez en 89 distritos; de entre estos 69 tienen un estatus de Consejo de Distrito, cuatro como Ayuntamiento y 16 como de Consejo Municipal.
Por debajo de estos niveles existen los ward, los cuales tienen tareas de gestión y de subdivisión electoral.

## Provincias

Provincias de Zambia.

En 1950, Zambia (entonces Rodesia del Norte) se dividía en seis provincias: Centro, Este, Oeste, Norte, Sur y Barotse. Según datos contemporáneos, en Rodesia del Norte vivían poco más de 1,8 millones de habitantes. Después de la declaración de independencia en 1964, Zambia se dividió en ocho provincias (aparte de las antes mencionadas se sumaron las de Luapula y del Noroeste, y el nombre de Barotselandia fue cambiado a provincia del Oeste) y 43 distritos. En 1973, se creó la provincia de Lusaka, ampliada en tamaño en 1988 (originalmente tenía un área de sólo 360 km²).
Para el 2011 el país estaba dividido en nueve provincias. Ese año se creó la provincia de Muchinga, que se estableció a partir de territorios de las provincias del Norte y del Este. En 2013, la provincia del Sur cambió su asiento gubernamental: desde entonces, la capital de esa unidad administrativa es la ciudad de Choma (antes era la ciudad de Livingstone).
Actualmente Zambia se divide administrivamente en diez provincias:
1. Copperbelt
2. Luapula
3. Lusaka
4. Muchinga
5. Zambia Central
6. Zambia del Norte
7. Zambia del Sur
8. Zambia Noroccidental
9. Zambia Occidental
10. Zambia Oriental

## Distritos

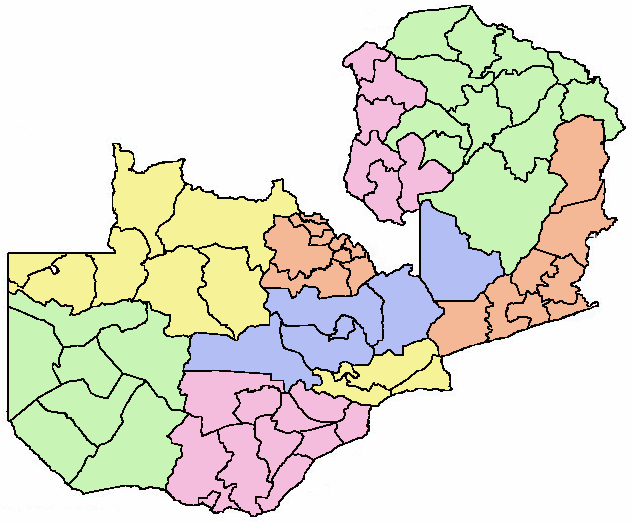
Distritos de Zambia.

Las provincias se subdividen en distritos. Estos llevan el nombre de la capital del distrito. Las capitales y sus distritos se diferencian en que sus nombres autóctonos se componen de la palabra boma añadiendo el de la ciudad, así por ejemplo, el distrito de Mansa y la boma Mansa. Cada boma por lo general tiene un hospital, escuelas primarias y secundarias, este último sobre todo con internado para 1000 estudiantes.
Los 89 distritos se dividen en 1422 wards. Los concejales de los ward son elegidos por la población.